# Скотт-Херон, Гил
Ги́лберт Скотт-Хе́рон (англ. Gilbert Scott-Heron; 1 апреля 1949 — 27 мая 2011) — американский поэт и музыкант, известный главным образом в качестве исполнителя в жанре художественной декламации в 1970-х и 80-х годах. Его совместная работа с музыкантом Брайаном Джексоном в музыкальном отношении представляла собой слияние джаза, блюза и соула, а тексты касались социальных и политических проблем своего времени и были исполнены Скоттом-Хероном как в форме речитатива, так и в мелизматических вокальных стилях. Его музыка, в частности альбомы первой половины 1970-х Pieces of a Man и Winter in America, позднее повлияла и способствовала зарождению таких афроамериканских музыкальных жанров, как хип-хоп и неосоул.

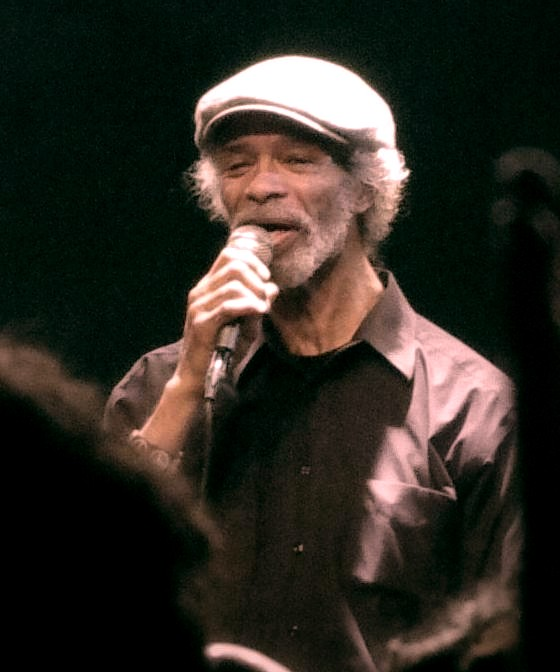
Гил Скотт-Херон в 2010 году

Записи Скотта-Херона получили признание критиков, в особенности одна из самых известных его композиций «The Revolution Will Not Be Televised». С тех пор как он получил известность, его поэтический стиль оказывал влияние на каждое поколение исполнителей хип-хопа. В 2010 году он выпустил первый альбом за 15 лет I’m New Here; незадолго до смерти музыканта вышел ремиксовый вариант этой пластинки под названием We’re New Here, записанный британским диджеем Jamie xx.

## Дискография
- Small Talk at 125th and Lenox (1970)
- Pieces of a Man (1971)
- Free Will (1972)
- Winter in America (1974)
- The First Minute of a New Day (1975)
- From South Africa to South Carolina (1976)
- It’s Your World (1976)
- Bridges (1977)
- Secrets (1978)
- 1980 (1980)
- Real Eyes (1980)
- Reflections (1981)
- Moving Target (1982)
- Spirits (1994)
- I’m New Here (2010)